# Hagop II (ormiański patriarcha Konstantynopola)
Hagop II (ur. ?, zm. ?) – w latach 1741–1749 i 1752–1764 50. ormiański Patriarcha Konstantynopola.